# Selene Caramazza
Selene Caramazza, née le 10 février 1993 à Palerme dans la région de la Sicile, est une actrice italienne.

## Biographie
Elle naît à Palerme et grandit à Favara sur l'île de la Sicile. Étudiante en droit, elle s'installe à Rome à la fin de sa première année universitaire pour étudier le théâtre et devenir actrice. 
Entre 2015 et 2017, elle apparaît dans plusieurs séries télévisées italiennes, jouant des rôles secondaires ou de figuration. Elle est notamment la jeune nièce de Claudia Cardinale le temps de quelques épisodes dans la série Il bello delle donne... alcuni anni dopo d'Eros Puglielli (it).
Elle débute au cinéma en 2017 en incarnant le premier rôle féminin du drame Cœurs purs (Cuori puri) du réalisateur débutant Roberto De Paolis (it), aux côtés de Simone Liberati (it), Barbora Bobulova et Edoardo Pesce. Présenté lors de la Quinzaine des réalisateurs au Festival de Cannes 2017, cette première œuvre reçoit un accueil critique enthousiaste à sa sortie et permet à Caramazza d'obtenir pour ce rôle le prix Vittorio De Sica.
En 2018, elle donne la réplique à Fabrizio Gifuni en jouant le rôle d'une jeune photographe dans le téléfilm Prima che la notte de Daniele Vicari qui raconte l'histoire du journaliste Giuseppe Fava, assassiné par la Cosa nostra pour avoir dénoncé leurs pratiques illégales. Elle  apparaît également dans la série télévisée Il cacciatore de Stefano Lodovichi (it) et Davide Marengo (it) ou elle joue le rôle de Giada adolescente, interprétée à l'âge adulte par Miriam Dalmazio (it).

## Filmographie

### Au cinéma
- 2017 : Cœurs purs (Cuori puri) de Roberto De Paolis (it)
- 2019 : Bar Joseph de Giulio Base

### À la télévision

#### Séries télévisées
- 2015 : Catturandi - Nel nome del padre, un épisode
- 2016 : Squadra antimafia - Palermo oggi, saison sept, un épisode
- 2016 : Un sacré détective (Don Matteo), saison dix, épisode seize
- 2017 : Il bello delle donne... alcuni anni dopo d'Eros Puglielli (it), deux épisodes
- 2017 : Provaci ancora prof!, saison sept, un épisode
- 2018 : Il cacciatore de Stefano Lodovichi (it) et Davide Marengo (it)
- 2023 : Mare Fuori, saison 3 - en cours

#### Téléfilms
- 2018 : Prima che la notte de Daniele Vicari

## Prix et distinctions notables
- Prix Vittorio De Sica en 2018 pour Cœurs purs (Cuori puri).
- Prix de la meilleure actrice au festival du cinéma européen de Séville  en 2018 pour Cœurs purs (Cuori puri).